# ماك توصيل
ماك توصيل هي خدمة تابعة لماكدونالدز وتعتمد على وضع طلبات الطعام عبر الأنترنت وتسلمها في المنزل.

## نبذة
تم تقديم هذه الخدمة في أجزاء من الولايات المتحدة ابتداء من عام 1993 وهي متاحة في العديد من البلدان الآسيوية والشرق أوسطية وأمريكا اللاتينية باستخدام الدراجات النارية. في بعض البلدان ، يتوفر التوصيل على مدار 24 ساعة في اليوم، الخدمة مجانية في بعض الدول، بينما تخضع لرسوم إضافية في دول أخرى.

## أماكن توافر الخدمة

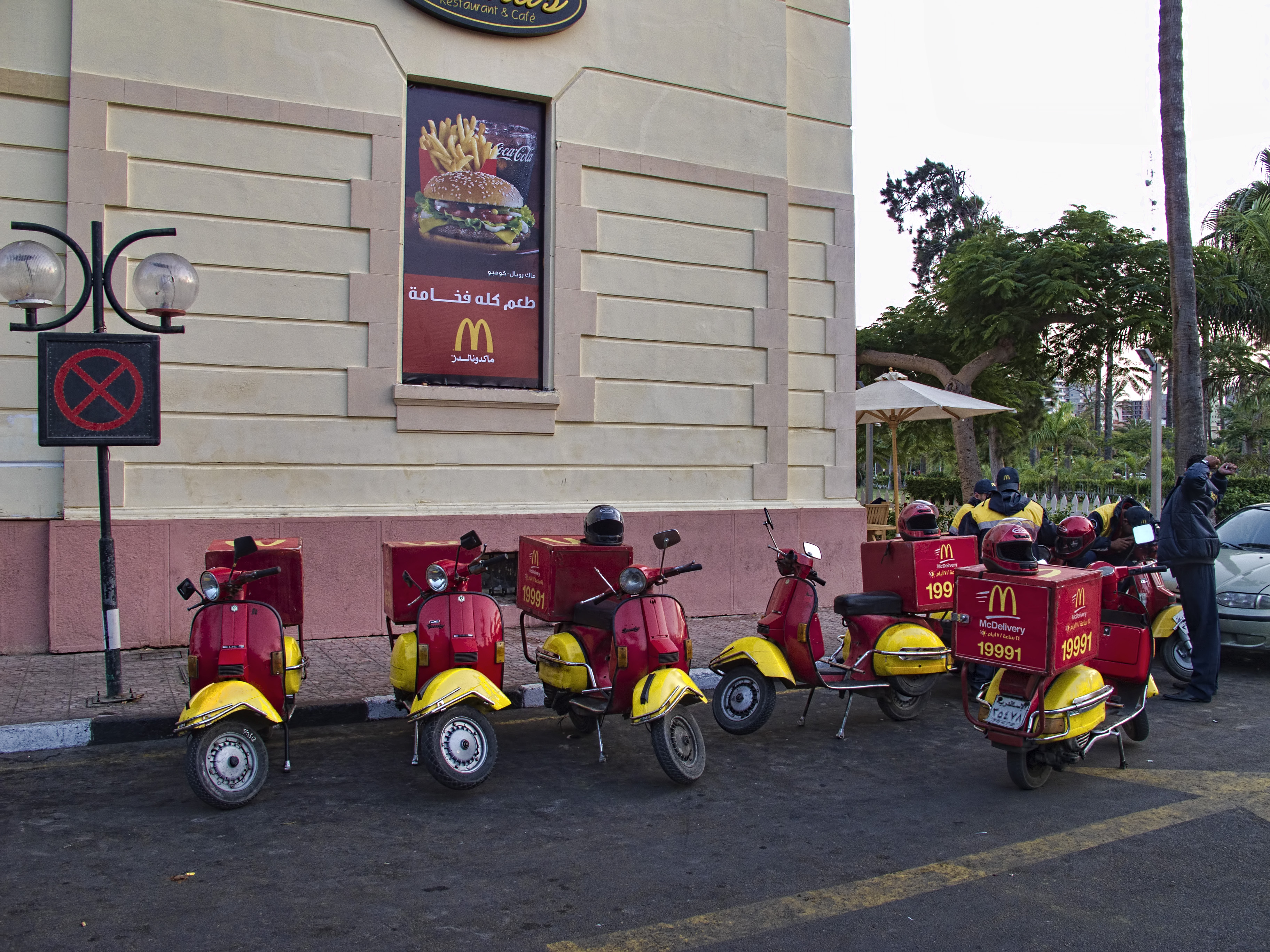
أسطول من الدراجات البخارية لخدمة ماك توصيل لفرع ماكدونالدز المنتزه بمدينة الإسكندرية في مصر

تتوفر حدمة توصيل ماكدونالدز أو ما يعرف بماك توصيل حول العالم في كل من: أستراليا، والنمسا، والبحرين، البرازيل، والصين، وكولومبيا، وكوستاريكا، وتشيلي، وقبرص، ومصر، وألمانيا، وجورجيا، وغواتيمالا، وهونغ كونغ، والهند، وإندونيسيا، وإسرائيل، وإيطاليا، واليابان، والأردن، وكوريا الجنوبية، والكويت، ولبنان، وماليزيا، ونيوزيلندا، وباكستان، وقطر، والفلبين، ورومانيا، وروسيا، والمملكة العربية السعودية، وسنغافورة، وسلوفينيا، وجنوب إفريقيا، وإسبانيا، وسريلانكا، وتايوان، وتايلاند، وتركيا، والإمارات العربية المتحدة، وأوكرانيا، والولايات المتحدة الأمريكية، والمملكة المتحدة.

### النمسا
بدأت خدمة توصيل ماكدونالدز للمرة الأولى في القارة الأوروبية في عام 2013 في مدينة فيينا بالنمسا. تتوفر عمليات التسليم الآن في جميع أنحاء العاصمة من الساعة 11 صباحًا إلى 11 مساءً بتكلفة 4 يورو (ما يعادل 4.44 دولار أمريكي) بشرط أن يكون سعر الطلب الإجمالي 8 يورو (ما يعادل 8.87 دولار أمريكي) كحد أدنى. 

### أستراليا
بدأت تجربة خدمة ماك توصيل لأول مرة في أستراليا في نوفمبر 2013. ثم انتشرت الخدمة على نطاق أوسع في جميع أنحاء البلاد اعتبارًا من أغسطس 2014 بالشراكة مع شركة مينيولوج.  
تختلف أوقات تشغيل الخدمة باختلاف موقع الفرع، حيث تقدم بعض الفروع وجبات الإفطار والغداء والعشاء، إلا أن استعمال الخدمة من الساعة 5 مساءً حتى 9 مساءً هو الأكثر شيوعًا. تبلغ رسوم التوصيل في أستراليا عادةً 4.95 دولارًا أستراليًا (ما يعادل 3.54 دولارًا أمريكيًا) مع حد أدنى لقيمة الطلب يبلغ 25 دولارًا أستراليًا (ما يعادل 17.88 دولارًا أمريكيًا).

### البرازيل
بدأت الخدمة في البرازيل في يونيو 2018. ويمكن تقديم الطلب من خلال موقع الويب الخاص بماكدونالدز البرازيل أو تطبيق الهاتف، وكذلك من خلال بعض تطبيقات الهاتف مثل تطبيف آيفود، أو أوبر إيتس، أو رابي.  

### الصين

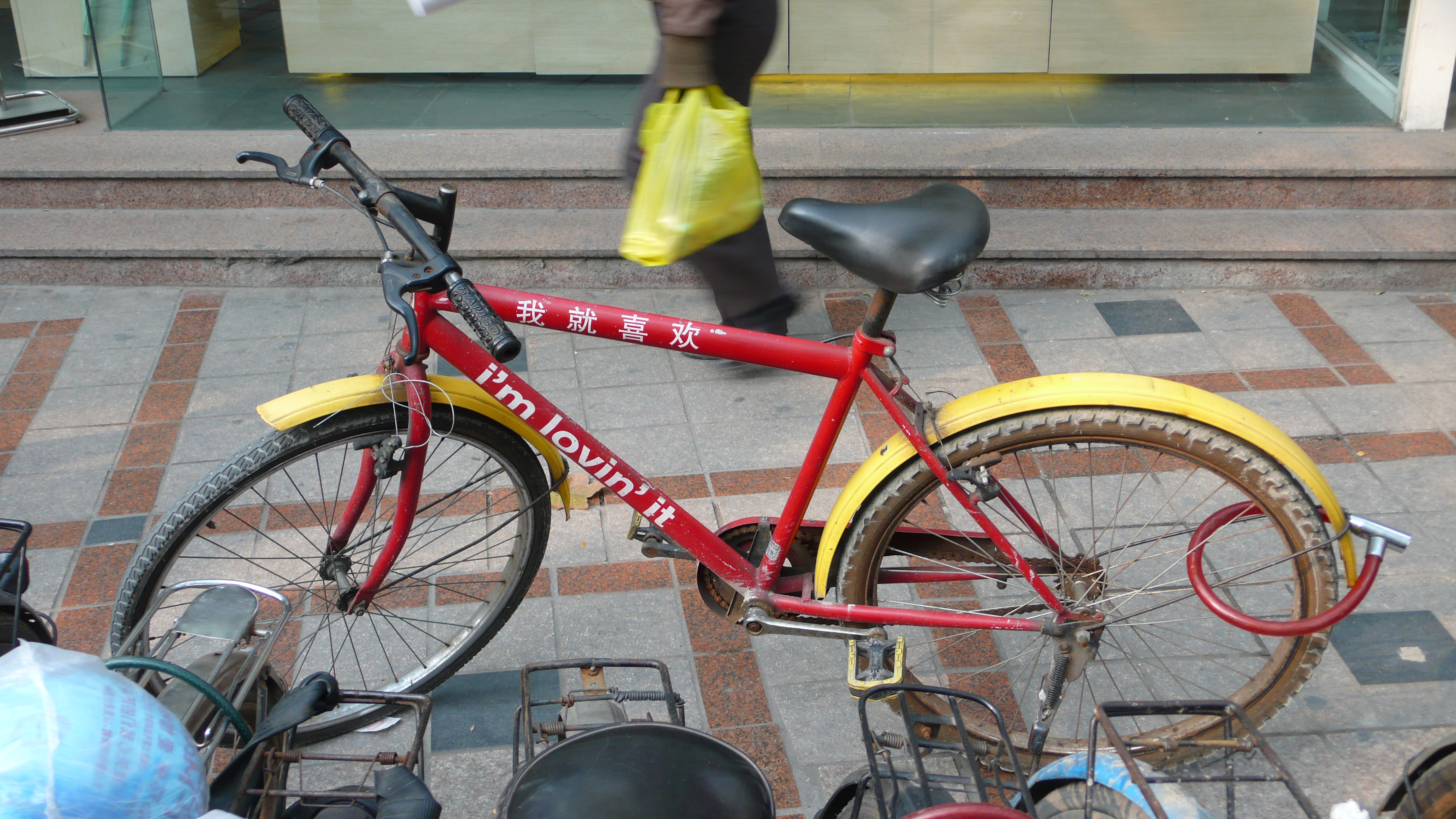
دراجة تابعة لخدمة ماك توصيل تجوب شوارع مدينة شنغهاي الصينية

تبلغ رسوم خدمة ماك توصيل في الصين 8 رنمينبي (أي ما يعادل 1.16 دولارً أمريكيًا).

### قبرص
بدأت خدمة ماك توصيل في قبرص في فبراير 2014 في مطعم مدينة ليماسول فقط، ثم عممت الخدمة لتشمل جميع فروع المدن الرئيسية في قبرص وهي نيقوسيا، وبافوس، وليماسول، ولارنكا، وفاماغوستا. تعمل الخدمة من 11 صباحًا إلى 1 صباحًا. وتبلغ تكلفة التوصيل 2 يورو (2.22 دولار أمريكي) بحد أدنى للطلب 10 يورو (11.09 دولارًا أمريكيًا) يمكن تقديم الطلب عبر الهاتف أو من خلال موقع ويب ماكدونالدز قبرص. 